# レフ・ヴィゴツキー
レフ・セミョーノヴィチ・ヴィゴツキー（ロシア語: Лев Семёнович Выго́тский, tr. Lev Semenovich Vygotsky、（生誕時は、ロシア語: Лев Си́мхович Вы́годский , ラテン文字転写: Lev Simkhovich Vygodskiy）、（1896年11月17日（ユリウス暦11月5日） - 1934年6月11日））は、ベラルーシ出身のソビエト連邦の心理学者。
唯物弁証法を土台として全く新しい心理学体系を構築し、当時支配的であった既存の心理学（ジークムント・フロイトの精神分析学・ゲシュタルト心理学・行動主義心理学・人格主義心理学など）を鋭く批判した。

## 業績
10年ほどの短い研究活動の中で、発達心理学をはじめとする幅広い分野について数多くの実験的・理論的研究を行い、37歳の若さで世を去った。彼のあくなき研究意欲と旺盛な活動は、アレクサンドル・ルリヤやアレクセイ・レオンチェフなど多数の優秀な青年学生を集め、組織された研究集団を作りだした。彼の指導のもとに様々の具体的な心理学問題の実験的研究が実現し、青年学生らはのちのソビエト心理学界の重要な担い手となっている。「心理学のモーツァルト」とも称され、その思想は21世紀の今日も影響力を持ち続けている。また、20世紀のソビエト障害学の基礎をつくった。

## 生涯
1896年、ベラルーシのヴォルシャの裕福なユダヤ人家庭に生まれ、南部のホメリで育つ。8人きょうだいの2番目。一時期、家庭教師による教育を受ける。1913年、ラトネル中学を金メダルの成績で卒業。
モスクワ大学に入学して法学を専攻するが、当時から哲学に興味を持っていた彼は法学だけでは飽き足らず、並行してシャニャフスキー人民大学にて歴史と哲学を学んだ。さらに社会科学、心理学、言語学、文学、美術など、広大な領域の百科全書的知識を身につけ、これが後の心理学研究の基礎となる。在学中にロシア革命を経験。1917年、モスクワ大学法学科及びシャニャフスキー人民大学歴史＝哲学科を同時に卒業。
1918年、ホメリに帰って文学と心理学担当の教師となり、同時に演劇学校で美学と美術史を講義。そのかたわら勉学を続ける。多くの中学校・師範学校・演劇学校に出かけ、学生たちの人気を集めた。この頃に、ゴメルスキー国民教育部の演劇課の主任を務め、また、師範学校に心理学実験室を設けた。
1918年から1920年にかけて「世紀と日々」と名付けられた出版事業を開始。2冊の本を出版するが、紙不足を理由に事業は中止される。この頃、結核を発病。1921年から1923年にかけて、のち（1926年）に『教育心理学』として出版されることになる一連の講義をホメリ師範学校において行う。
1924年1月、レニングラードでの第2回全露精神神経病理学会において、ゴメリ県国民教育部の代表委員として「反射学及び心理学研究の方法について」と題する発表を行う。この直後、コンスタンチン・コルニーロフに招かれてモスクワに舞い戻り、心理学研究所に第二所員として勤務。本格的な研究活動を開始する。同時に教育人民委員部の障害児教育課主任を兼務する。5月に「ドミナント反応の問題」を発表。11月に未成年者の社会的権利保障に関する第2回大会で、障害児教育の原理に関する報告を行う。この年ローザ・スメホワと結婚。また、ルリヤ、レオンチェフらが同僚となり、心理学三人組がそろう。
1925年、意識の問題が唯物論心理学の確立に重要な意味を持つことを指摘。ゴメルスキー国民教育部の演劇課に勤務していたときに書いた論文、特に師範学校における一連の講義内容を集め、『芸術心理学』を公にし、学位を得る。このとき結核の病状が重く、公開審査は免除される。これにより大学で講義する資格を得た彼は、クルプスカヤ名称共産主義アカデミー、リープクネヒト名称産業教育大学、第一モスクワ国立大学、国立音楽院、第二モスクワ国立大学、ゲルツェン名称レニングラード教育大学などから講師に招かれ、研究所を提供された。また、教育人民委員部の心身障害児教育課の指導にもあたった。さらに、10月に『行動心理学の問題としての意識』出版。
1926年、唯物弁証法の立場から現代心理学諸流派の批判的検討にとりかかり、『心理学の危機（心理学における危機の歴史的意義）』を執筆。『教育心理学』を出版。 また、ドミナント反応の実験結果を発表。1927年、『心理学の危機の歴史的意味』を完成させる。1928年、「子どもの文化的発達の問題」を発表。通信教育用教科書『学童期の児童学』を刊行。なお、この年モスクワで行われた左團次による一週間の公演を毎日観る。
1929年春から数ヶ月間、タシケント市の第一中央アジア州大学で、教師および心理学者に対する講義と訓練とを行う。また、モスクワにおける障害児に関する心理学研究機関組織の運動が、教育人民委員部における障害学研究所となって結実する。『児童期における随意的注意の発達』出版。「少数民族の児童学に関する科学的－研究活動計画についての問題」を発表。また失語症についての執筆もなされる。通信教育用教科書『青年期の児童学』を刊行。ロシア精神分析学協会に入会。
1930年、『行動の歴史に関する試論』をルリヤと共著。また、この年から1931年にかけて、通信教育用教科書『思春期の児童学』を刊行。1931年、さらに精神病理学の研究の必要性を感じ、心理学の教授兼医学部生となった。『障害児のための発達診断および育児相談』、『高次精神機能の発達史』の執筆。また、この年から1932年にかけて、ルリヤらとともにウズベキスタンで認識過程の形式の歴史性と構造変化を研究した。ウクライナの神経心理学研究所に新設された心理学部門の要請に応じて、ハルキウ市に主な活動の拠点を移す。
1932年、ピアジェの『児童の言語と思考』のロシア語訳版を編集し、これに編者前書きを寄せる。1933年から1934年にかけて「年齢の問題」を執筆。
1934年、没後、名著『思考と言語』を刊行（柴田義松訳）。また、この年『児童期における教授と認識の発達』、『統合失調症時の思考』も発表された。
1935年、論文集『教授―学習過程における子どもの知的発達』刊行。
1936年、論文「俳優の創造性についての心理学的問題」がペ・エム・ヤコブソン著『俳優の舞台感覚の心理学』の付録として掲載される。 
なお、ロシアでは、児童学研究が20世紀初頭の1901年以来教育実験を伴うものとして継続的に試みられており、ソビエト連邦となった1920年代から1930年代にかけて、ヴィゴツキーの支持者により児童学情報誌"Педология"（児童学）が発行されていた。しかし、過剰な実験による批判があったことから、ソ連共産党中央委員会より1936年7月4日に正式に禁止命令「教育人民委員部の系統における児童学的偏向について」がなされた。この決定により、子どもの知能の発達研究が停滞したが、1956年ソビエト共産党第20回党大会においてスターリン個人崇拝批判がなされ、その後『ソビエト教育学』1956年12月号誌上に、グリゴーリー・コスチュークにより提案論文「子どもの教育と発達との相互関係について」が掲載されて、約一年にわたる討論が行われ、同時に、児童研究における知能発達の追究が再開されることとなった。 

## 著作

### 生前に刊行された作品
- Выготский Л. С. (1929, 1930 и 1931). Педология подростка: в трёх томах, 1929, 1930 и 1931; изд-во БЗО 2 МГУ (т. 1 и 2) и ЦИПККНО (т. 3)
柴田義松、森岡修一、中村和夫訳『思春期の心理学』新読書社、2004年
- Выготский Л. С. (1934). Мышление и речь (idem, idem) М.-Л.: Соцэкгиз, 1934. Подписана к печати в декабре 1934 года.
柴田義松訳『思考と言語』新読書社、2001年
- Фашизм в психоневрологии.— М.-Л.: Биомедгиз, 1934.

### 死後出版
- Психология искусства (книга написана и подготовлена к публикации в 1925-26; первая публикация в 1965 г.)
柴田義松訳『芸術心理学』学文社、2006年
  - Выготский Л. С. Психология искусства (idem, pdf) / Общ. ред. В. В. Иванова, коммент. Л. С. Выготского и В. В. Иванова, вступит. ст. А. Н. Леонтьева. 3-е изд. М.: Искусство, 1986. 573 с.
- Сознание как проблема психологии поведения (1924/5)
柴田義松ほか訳『心理学の危機：歴史的意味と方法論の研究』明治図書、1987年
- Исторический смысл психологического кризиса (1927)
柴田義松ほか訳『心理学の危機：歴史的意味と方法論の研究』明治図書、1987年
- Проблема культурного развития ребёнка (1928)
- Конкретная психология человека (1929)
- Орудие и знак в развитии ребёнка (1930) (в соавторстве с А. Р. Лурия)
柳町裕子、高柳聡子訳『記号としての文化：発達心理学と芸術心理学』水声社、2006年
- Этюды по истории поведения: Обезьяна. Примитив. Ребёнок (1930) (в соавторстве с А. Р. Лурия)
ア・エル・ルリヤ共著、大井清吉、渡辺健治監訳『人間行動の発達過程：猿・原始人・子ども』明治図書、1987年
- История развития высших психических функций (1931)
柴田義松監訳『文化的-歴史的精神発達の理論』学文社、2005年
- Лекции по психологии (1. Восприятие; 2. Память; 3. Мышление; 4. Эмоции; 5. Воображение; 6. Проблема воли) (1932)
広瀬信雄訳『子どもの心はつくられる：ヴィゴツキーの心理学講義』新読書社、2002年
土井捷三ほか訳『「人格発達」の理論：子どもの具体心理学』三学出版、2012年
- Проблема развития и распада высших психических функций (доклад 1934 года)
- Выготский Л. С. Основы дефектологии. — Москва: Издательство Юрайт, 2021. — С. 332. — ISBN 978-5-534-11695-3.
- 大井清吉、菅田洋一郎監訳『ヴィゴツキー障害児発達論集』ぶどう社、1982年
- 神谷栄司ほか訳『情動の理論：心身をめぐるデカルト、スピノザとの対話：最後の手稿』三学出版、2006年
- 柴田義松ほか訳『新児童心理学講義』新読書社、2002年
- 柴田義松、森岡修一訳『児童心理学講義』明治図書出版、1976年
- 柴田義松、宮坂琇子訳『ヴィゴツキー教育心理学講義』新読書社、2005年
- 柴田義松、宮坂琇子訳『ヴィゴツキー障害児発達・教育論集』新読書社、2006年
- 柴田義松、宮坂琇子訳『ヴィゴツキー心理学論集』学文社、2008年
- 土井捷三、神谷栄司訳『「発達の最近接領域」の理論：教授・学習過程における子どもの発達』三学出版、2003年
- 広瀬信雄訳、福井研介注『子どもの想像力と創造』新読書社、2002年